# Dobrinka (rejon uriupiński)
Dobrinka (ros. Добринка) – stanica w Rosji, w obwodzie wołgogradzkim, w rejonie uriupińskim. W 2021 liczyła 1686 mieszkańców.